# پاین ریج (داکوتای جنوبی)
پاین ریج(به انگلیسی: Pine Ridge) شهری در ایالت داکوتای جنوبی کشور ایالات متحده آمریکا است که جمعیت آن در سرشماری سال ۲۰۱۰ میلادی، ۳٬۳۰۸ نفر بوده‌است.